# Berlín 36
Berlín 36 és una pel·lícula alemanya de 2009 que explica el destí de l'atleta jueva Gretel Bergmann als Jocs Olímpics d'estiu de 1936. A la pel·lícula és substituïda pel règim nazi per un atleta amb el qual estableix una amistat. La pel·lícula, basada en una història real, es va estrenar a Alemanya el 10 de setembre de 2009. S'ha doblat al valencià per a À Punt.
Els periodistes de Der Spiegel van qüestionar la base històrica de molts dels esdeveniments de la pel·lícula, i van assegurar que els registres de detenció i els exàmens mèdics indicaven que les autoritats alemanyes no van determinar que Dora Ratjen fos un home fins al 1938.

## Repartiment
- Karoline Herfurth com a Gretel Bergmann
- Sebastian Urzendowsky com a Marie Ketteler
- Axel Prahl com a Hans Waldmann
- August Zirner com a Edwin Bergmann
- Maria Happel com a Paula Bergmann
- Franz Dinda com a Rudolph Bergmann
- Leon Seidel com a Walter Bergmann
- Thomas Thieme com a Hans von Tschammer und Osten
- Johann von Bülow com a Karl Ritter von Halt
- Julie Engelbrecht com a Elisabeth 'Lilly' Vogt
- Klara Manzel com Thea Walden
- Robert Gallinowski com a Sigfrid Kulmbach
- Elena Uhlig com a Frau Vogel
- Tausig com a Leo Löwenstein
- John Keogh com a Avery Brundage